# Schewtschenkowe (Baschtanka, Wilne Saporischschja)
Schewtschenkowe (ukrainisch Шевченкове; russisch Шевченково Schewtschenkowo) ist ein Dorf im Nordosten der ukrainischen Oblast Mykolajiw mit etwa 1200 Einwohnern (2010).
Das nach dem ukrainischen Nationaldichter Taras Schewtschenko benannte Dorf liegt im Rajon Nowyj Buh 22 km südlich vom ehemaligen Rajonzentrum Nowyj Buh einen Kilometer östlich der Fernstraße N 11. Schewtschenkowe grenzt an die Ansiedlung Poltawka (Полтавка) und das Dorf Nowopoltawka (Новополтавка). Am Dorf vorbei verläuft die Bahnstrecke von Dolynska nach Mykolajiw mit einer Bahnstation in Nowopoltawka.
Am 12. Juni 2020 wurde das Dorf ein Teil der Landgemeinde Wilne Saporischschja, bis dahin bildete es zusammen mit dem Dorf Bohomasy die gleichnamige Landratsgemeinde Wilne Saporischschja (Шевченківська сільська рада/Schewtschenkiwska silska rada) im Süden des Rajons Nowyj Buh.
Seit dem 17. Juli 2020 ist es ein Teil des Rajons Baschtanka.